# Arborophila brunneopectus
Az Arborophila brunneopectus a madarak osztályának tyúkalakúak (Galliformes) rendjébe és a fácánfélék (Phasianidae) családjába tartozó faj.

## Rendszerezése
A fajt Edward Blyth angol zoológus írta le 1855-ben, az Arboricola nembe Arboricola brunneopectus néven.

## Alfajai
- Arborophila brunneopectus brunneopectus (Blyth, 1855)
- Arborophila brunneopectus henrici (Oustalet, 1896)
- Arborophila brunneopectus albigula (Robinson & Kloss, 1919)[2]

## Előfordulása
Kambodzsa, Kína, Laosz, Mianmar, Thaiföld és Vietnám területén honos. A természetes élőhelye szubtrópusi és trópusi síkvidéki és hegyi esőerdők.

## Megjelenése
Testhossza 26–29 centiméter, a hím testtömege 317 gramm, a tojóé 268 gramm.